# Енсеханов, Айбек Аманбекович
Айбек Аманбекович Енсеханов (23 марта 1988) — казахский борец греко-римского стиля.

## Биография
- Чемпион Азии среди кадетов — 2004;
- Вице-чемпион Азии среди юниоров — 2006;
- Чемпион Азии среди юниоров — 2007;
- Вице-чемпион мира среди юниоров — 2007;
- Вице-чемпион Азии среди взрослых — 2010;
- Победитель Голден Гран-при — 2010;
- Бронзовый призёр чемпионата Азии — 2014;